# 九度山町
九度山町（日语：／ Kudoyama chō */?）是位於日本和歌山縣北部的一個町級行政區劃，轄區位於紀之川中游南岸，主要市區分布於不動谷川及丹生川沿岸，是前往高野山的通道之一。本地特產為富有柿，此外由於戰國時代末期被譽為「日本第一勇士」的武將真田信繁曾被流放此達14年，因此真田信繁相關的設施也成為本地的觀光資源。

## 人口
| 九度山町人口分布圖 |                                                 |  |
| 九度山町與日本全國年齡別人口分布比較圖 （2005年資料） | 九度山町的年齡、男女別人口分布圖 （2005年資料） |  |
| ■紫色是九度山町 ■綠色是全国 | ■藍色是男性 ■紅色是女性                         |  |
| 九度山町人口變化 \| 1970年 \| 8,091人 \| \| \| 1975年 \| 7,941人 \| \| \| 1980年 \| 7,693人 \| \| \| 1985年 \| 7,395人 \| \| \| 1990年 \| 7,076人 \| \| \| 1995年 \| 6,661人 \| \| \| 2000年 \| 6,073人 \| \| \| 2005年 \| 5,516人 \| \| \| 2010年 \| 4,963人 \| \| \| 2015年 \| 4,377人 \| \| \| 2020年 \| 3,856人 \| \| |                                                 |  |
| 資料來源：日本總務省統計中心提供之人口普查數據 |                                                 |  |
| 1970年 | 8,091人                                         |  |
| 1975年 | 7,941人                                         |  |
| 1980年 | 7,693人                                         |  |
| 1985年 | 7,395人                                         |  |
| 1990年 | 7,076人                                         |  |
| 1995年 | 6,661人                                         |  |
| 2000年 | 6,073人                                         |  |
| 2005年 | 5,516人                                         |  |
| 2010年 | 4,963人                                         |  |
| 2015年 | 4,377人                                         |  |
| 2020年 | 3,856人                                         |  |

## 歷史
此地在令制國時代屬於紀伊國伊都郡，並長期為高野山的領地。由於自古以來即為進入高野山的關隘，據傳高野山開創者空海在高野山修行期間，將母親安置於此地的慈尊院，每個月會來此探望母親九次，此地因而得到「九度」之名。
1600年的關原之戰後，支持西軍並在上田城成功阻擋德川軍的真田昌幸與真田信繁父子兩人曾被流放於次地，真田昌幸於11年後逝於此地，而真田信繁在此停留長達14年後投入大坂之役。
1889年日本實施町村制，在現在轄區的西半部設立九度山村，而東半部則屬於河根村；1910年九度山村改制為九度山町，1955年，九度山町與河根村合併為現在的九度山町。

### 變遷表
| 1889年4月1日 | 1889年 - 1912年             | 1912年 - 1944年             | 1945年 - 1954年             | 1955年 - 1989年              | 1989年 - 現在                | 現在                         |
| ------------ | --------------------------- | --------------------------- | --------------------------- | ---------------------------- | ---------------------------- | ---------------------------- |
| 河根村       | 河根村                      | 河根村                      | 河根村                      | 1955年3月31日 合併為九度山町 | 1955年3月31日 合併為九度山町 | 1955年3月31日 合併為九度山町 |
| 九度山村     | 1910年9月1日 改制為九度山町 | 1910年9月1日 改制為九度山町 | 1910年9月1日 改制為九度山町 | 1955年3月31日 合併為九度山町 | 1955年3月31日 合併為九度山町 | 1955年3月31日 合併為九度山町 |

## 行政

### 歷任町長
- 第一任：石井義一
- 第二任：鐵田義司
- 第三任：平越孝一
- 第四任：杉本博夫
- 第五任：奥野恒太郎（1990年5月至2006年5月12日）
- 第六任：岡本章（2006年5月13日迄今）

## 交通
南海電氣鐵道高野線自橋本市的學文路地區進入轄內，並沿著不動谷川往上游進入高野町；主要的公路國道370號也是一樣沿著不動谷川穿過轄內，客運路線則可藉由南海集團的南海林間巴士往返橋本市至高野町之間。

### 鐵路
- 南海電氣鐵道：
  - 高野線：（←橋本市） - 九度山站 - 高野下站 - 下古澤站 - 上古澤站 - （高野町）

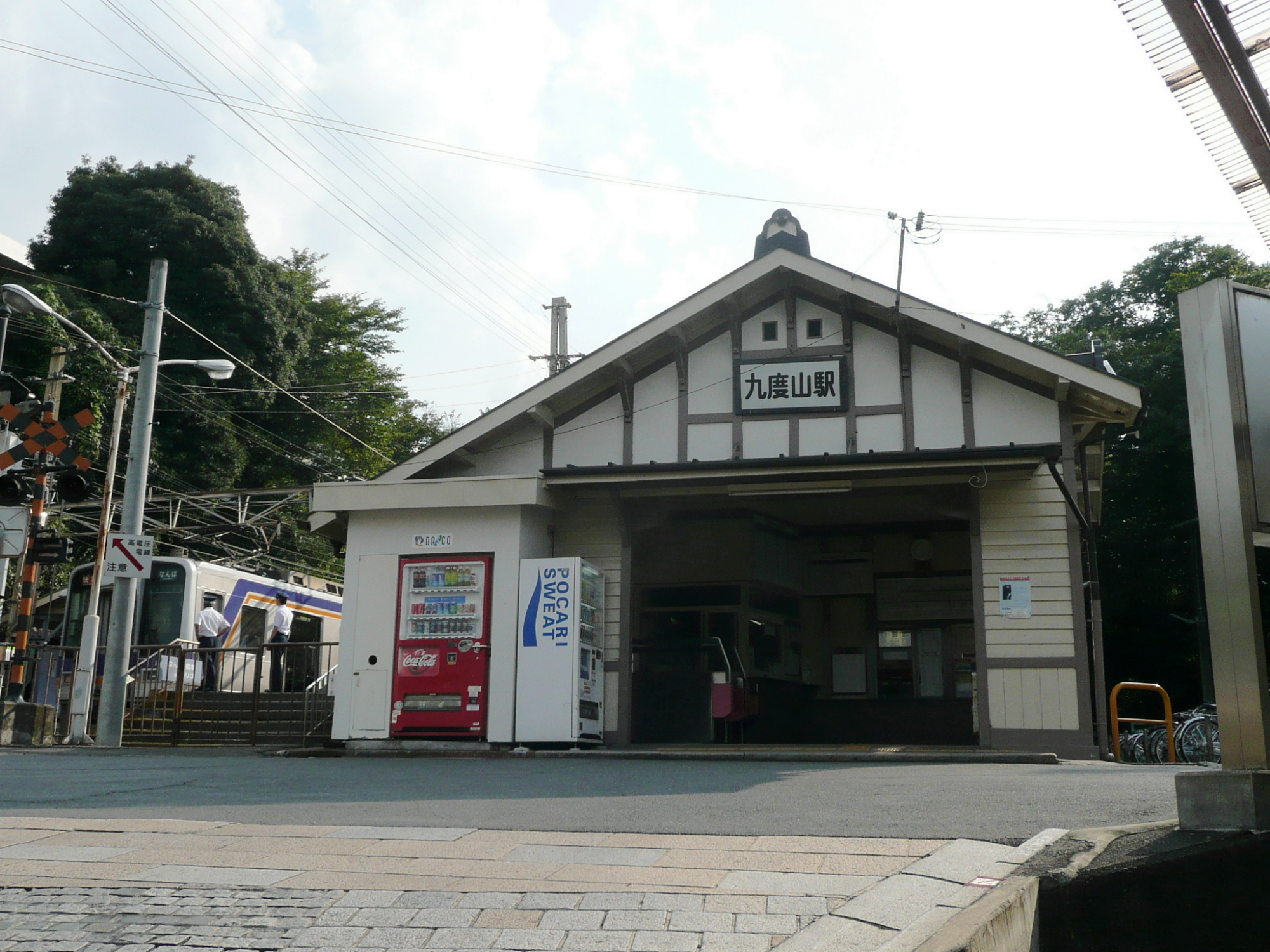
九度山車站
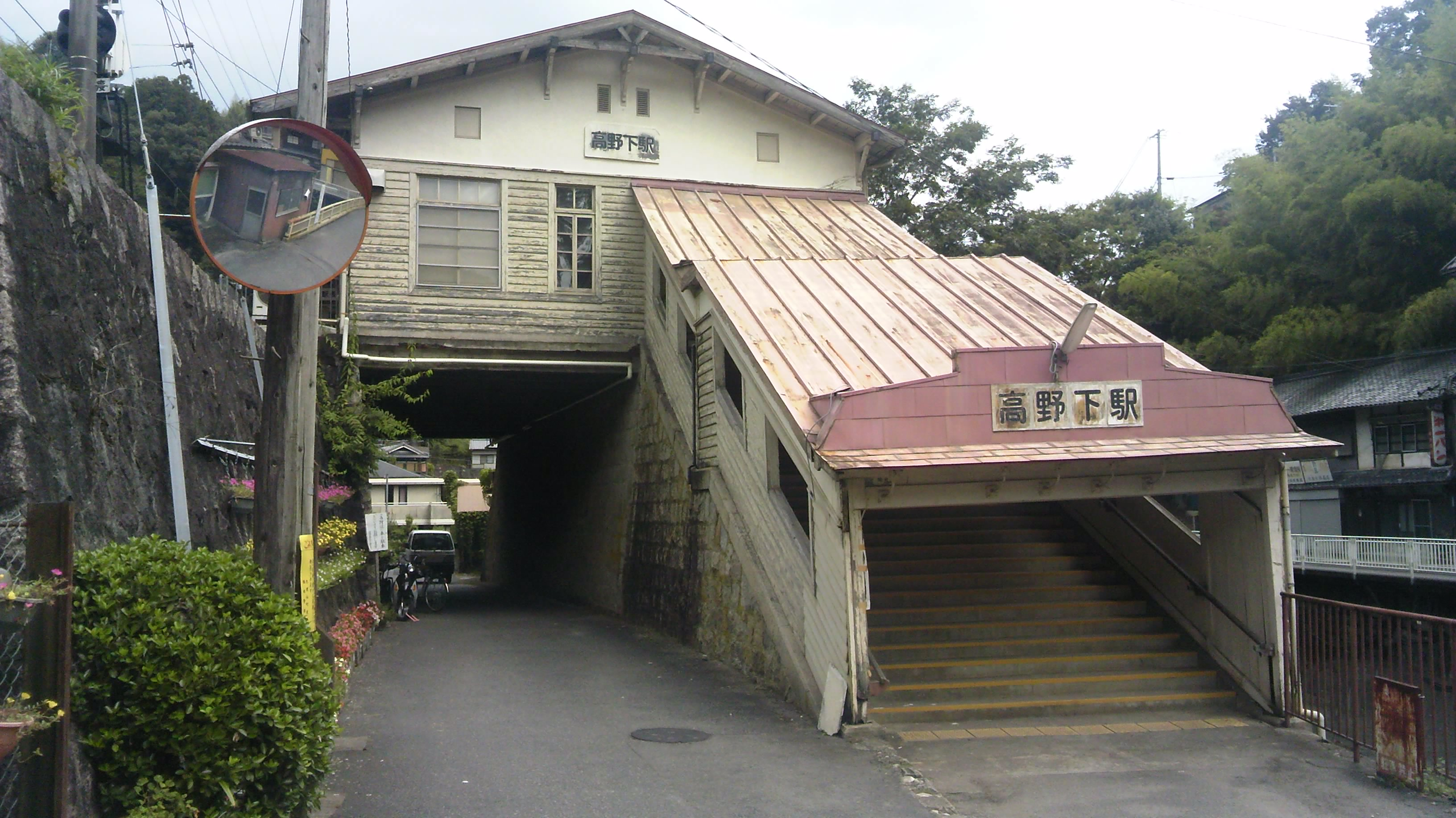
高野下車站
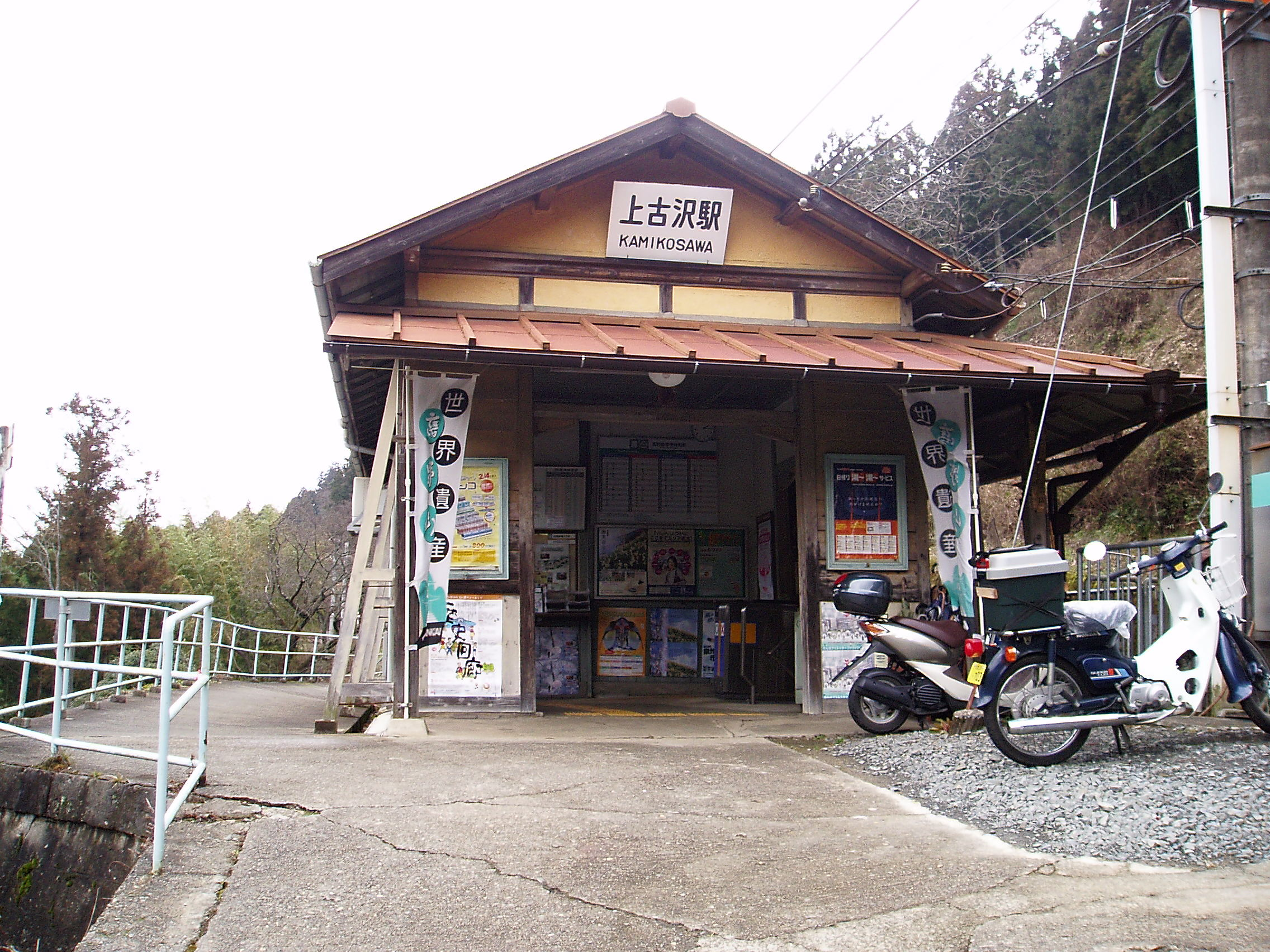
上古澤車站

## 觀光資源
由於位於前往高野山的入口，因此屬於高野山真言宗的寺院慈尊院及其神社丹生官省符神社，還有前往高野山的參道高野山町石道都與高野山一同在2004年被聯合國教科文組織以紀伊山地的聖地及朝聖路的名稱登記為世界遺產。
此外由於被譽為「日本第一勇士」的武將真田信繁過去曾被流放此，除了傳說是過去真田一家人居住的善名稱院外，在九度山町市區內設立有真田寶物資料館、九度山・真田博物館作為觀光賣點；每年五月初也會舉辦「真田祭」的活動。

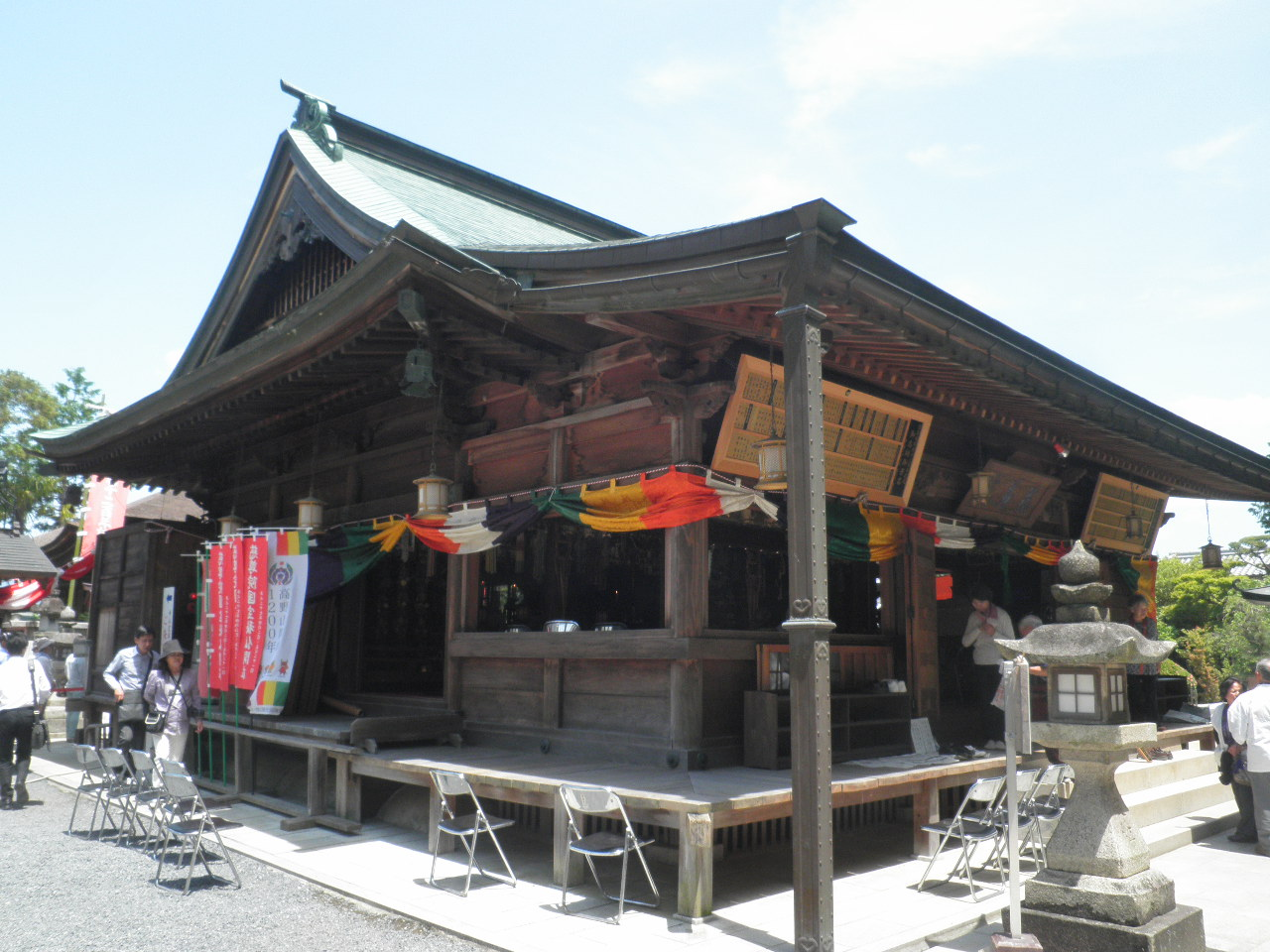
慈尊院本堂
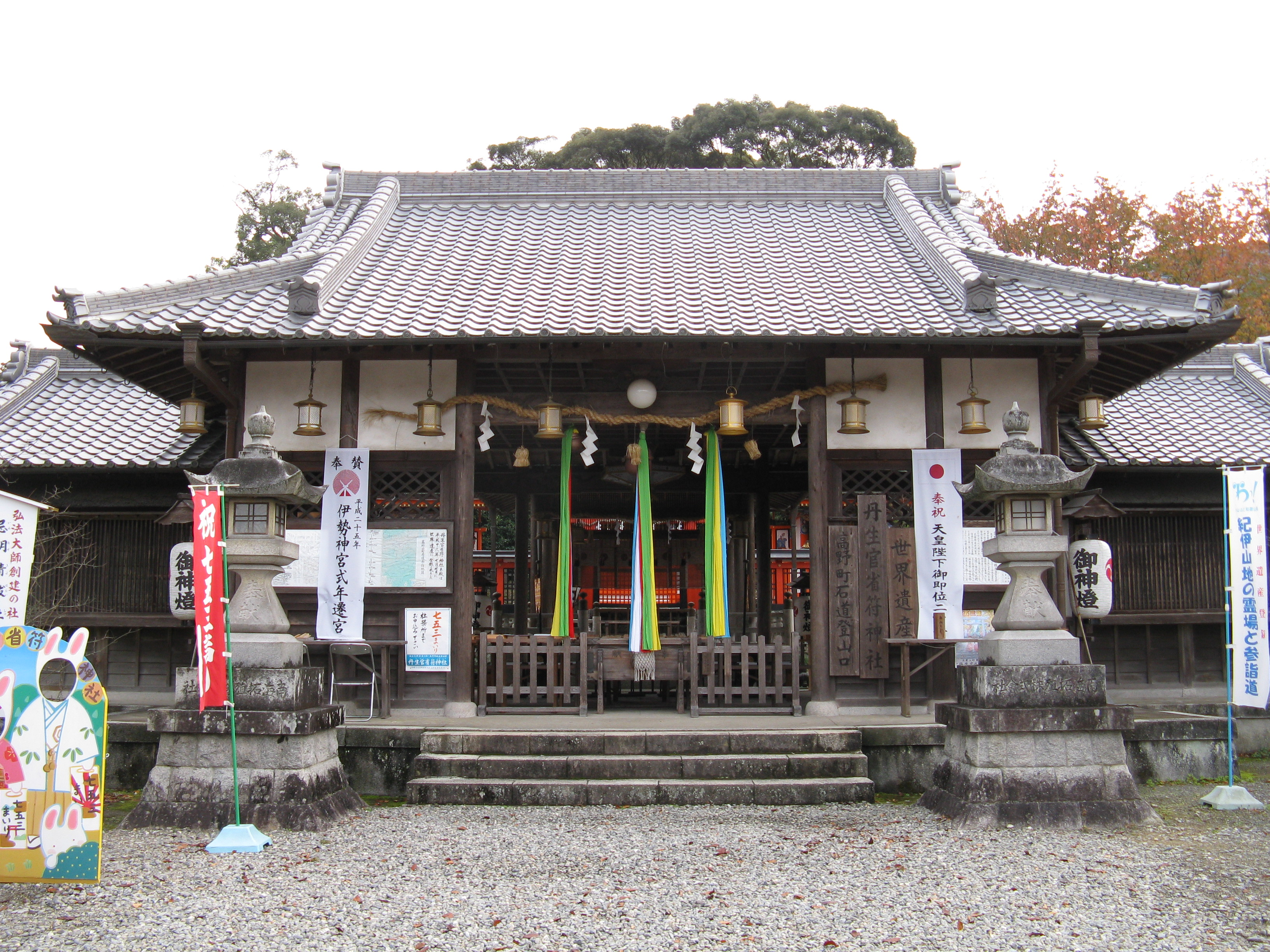
丹生官省符神社 拜殿
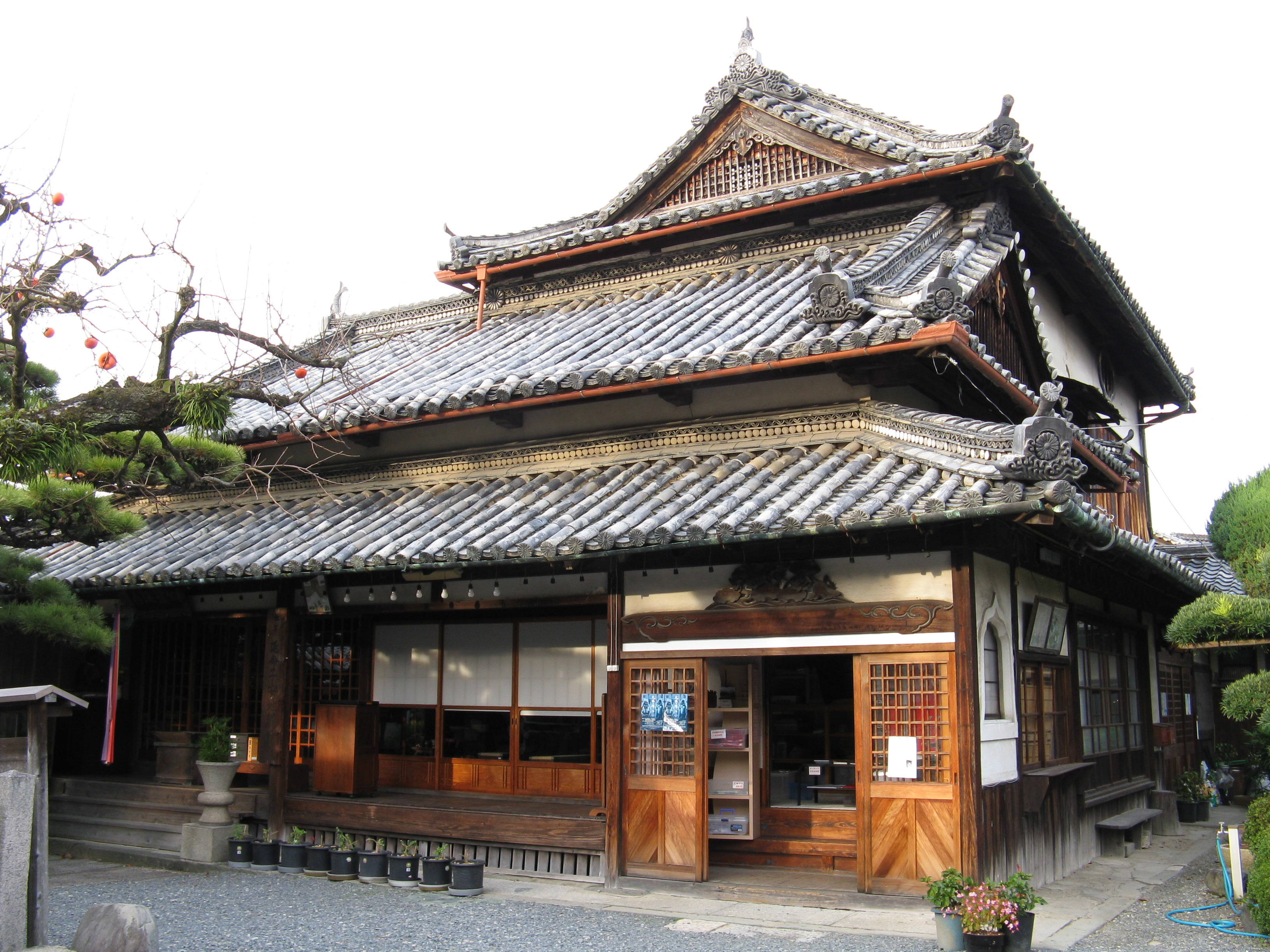
善名稱院 本堂

## 本地出身之名人
歷史人物
- 真田幸昌：真田信繁被流放至九度山時，與大谷安岐生下的嫡男。
- 真田守信：真田信繁於流放期間生下之次子。

運動選手
- 尾花高夫（日语：尾花高夫）：棒球選手、教練。
- 松山秀明（日语：松山秀明）：棒球選手。
- 杉浦正則：棒球選手。

## 外部連結
- （日語） 九度山町觀光情報（页面存档备份，存于）
- （日語） 紀州九度山觀光情報的Facebook專頁
- （日語） YouTube上的九度山觀光頻道
- （日語） 九度山町柿之村振興公社（页面存档备份，存于）